# Wings of My Love
«Wings of My Love» es una canción del cantante estadounidense Michael Jackson, lanzada como parte de su álbum debut en solitario, Got to Be There, el 24 de enero de 1972. La canción fue escrita por Michael Jackson y Beatrice Verdi, y producida por Berry Gordy y Hal Davis. Aunque no se lanzó como sencillo, Wings of My Love destaca por su emotiva letra y su estilo musical característico de la época.

## Contexto y grabación
Wings of My Love fue grabada en 1971 como parte del álbum Got to Be There, el primer álbum en solitario de Michael Jackson. La canción refleja el estilo de la Motown en esa época y muestra el talento emergente de Jackson como compositor y cantante. La producción estuvo a cargo de Berry Gordy y Hal Davis, quienes trabajaron estrechamente con Jackson para capturar el sonido característico de Motown.

## Composición y temática
La canción, escrita por Michael Jackson y Beatrice Verdi, presenta una letra romántica y melódica que refleja la habilidad de Jackson para conectar emocionalmente con su audiencia. La línea "With the wings of my love, I'll fly to you" destaca el tema central de la canción: el amor incondicional y la devoción. La composición se caracteriza por su estilo de soul y pop, con arreglos orquestales que complementan la voz joven de Jackson.

## Publicación y versiones
Wings of My Love fue incluida en el álbum Got to Be There y no fue lanzada como sencillo. La canción es un ejemplo de las baladas románticas que Jackson interpretó en su primer álbum, y su inclusión en el álbum demuestra su versatilidad como artista. La canción, al igual que otras del álbum, refleja la calidad de la producción y el estilo característico de Motown durante esa época.

## Recepción crítica
Wings of My Love ha sido generalmente elogiada por su emotiva letra y la capacidad de Jackson para transmitir sentimientos a través de su interpretación. Aunque no fue un sencillo, la canción es considerada una pieza importante en el desarrollo temprano de la carrera de Jackson y muestra su talento en la composición y la interpretación vocal.

## Legado
Aunque Wings of My Love no alcanzó la prominencia de otros éxitos de Michael Jackson, sigue siendo una parte significativa de su discografía temprana. La canción es apreciada por los fanáticos y críticos por su belleza lírica y su interpretación sincera. Representa el inicio de la carrera solista de Jackson y su habilidad para abordar temas románticos con profundidad y autenticidad.

## Personal
- Michael Jackson – voz, compositor
- Beatrice Verdi – compositor
- Berry Gordy – productor
- Hal Davis – productor
- James Anthony Carmichael – arreglos musicales
- The Funk Brothers – instrumentación y acompañamiento
- David Van De Pitte – arreglos de cuerdas